# 2019-es atlétikai világbajnokság
A 2019-es atlétikai világbajnokság a Nemzetközi Atlétikai Szövetség által szervezett legrangosabb atlétikaverseny, amelyet 17. alkalommal rendeztek meg, ezúttal Dohában, Katar fővárosában, szeptember 27. és október 6. között. A helyszín a Kalifa Nemzetközi Stadion volt.
209 ország közel 2000 versenyzője indult, összesen 49 versenyszámban a 10 napig tartó világbajnokságon. A férfi és női versenyszámokból egyaránt 24 volt, valamint egy vegyes váltó versenyszám.

## A rendező
A rendezésre 2014 áprilisáig Eugene, Doha és Barcelona adta be a pályázatát. A győztes pályázót 2014 novemberében Monacóban nevezték meg. A titkos szavazáson a katari Doha kapta meg a rendezés jogát.

## Eredmények
- WR – világrekord
- WU20R – 20 éven aluliak világrekord
- CR – világbajnoki rekord
- AR – kontinens rekord
- NR – országos rekord
- PB – egyéni rekord
- WL – az adott évben aktuálisan a világ legjobb eredménye
- SB – az adott évben aktuálisan az egyéni legjobb eredmény

A váltóknál a csillaggal jelölt versenyzők az előfutamokban szerepeltek.

### Férfi

#### Futó- és gyaloglószámok
| Versenyszám     | Arany | Arany            | Ezüst                                                                                    | Ezüst         | Bronz                                                                                         | Bronz        |
| --------------- | --- | ---------------- | ---------------------------------------------------------------------------------------- | ------------- | --------------------------------------------------------------------------------------------- | ------------ |
| 100 m           | Christian Coleman · Egyesült Államok                                                                                               | 9,76             | Justin Gatlin · Egyesült Államok                                                         | 9,89          | Andre De Grasse · Kanada                                                                      | 9,90         |
| 200 m           | Noah Lyles · Egyesült Államok | 19,83            | Andre De Grasse · Kanada                                                                 | 19,95         | Álex Quiñónez · Ecuador                                                                       | 19,98        |
| 400 m           | Steven Gardiner · Bahama-szigetek                                                                                                  | 43,48 (NR)       | Anthony Zambrano · Kolumbia                                                              | 44,15 (AR)    | Fred Kerley · Egyesült Államok                                                                | 44,17        |
| 800 m           | Donavan Brazier · Egyesült Államok                                                                                                 | 1:42,34 (CR, AR) | Amel Tuka · Bosznia-Hercegovina                                                          | 1:43,47 (SB)  | Ferguson Cheruiyot Rotich · Kenya                                                             | 1:43,82      |
| 1500 m          | Timothy Cheruiyot · Kenya | 3:29,26          | Taoufik Makhloufi · Algéria                                                              | 3:31,38 (SB)  | Marcin Lewandowski · Lengyelország                                                            | 3:31,46 (NR) |
| 5000 m          | Muktar Edris · Etiópia | 12:58,85 (SB)    | Selemon Barega · Etiópia                                                                 | 12:59,70      | Mohammed Ahmed · Kanada                                                                       | 13:01,11     |
| 10 000 m        | Joshua Cheptegei · Uganda | 26:48,36 (WL)    | Yomif Kejelcha · Etiópia                                                                 | 26:49,34 (PB) | Rhonex Kipruto · Kenya                                                                        | 26:50,32     |
| Maraton         | Lelisa Desisa · Etiópia | 2:10:40 (SB)     | Mosinet Geremew · Etiópia                                                                | 2:10:44       | Amos Kipruto · Kenya                                                                          | 2:10:51      |
| 110 m gát       | Grant Holloway · Egyesült Államok                                                                                                  | 13,10            | Szergej Subenkov (ANA)                                                                   | 13,15         | Pascal Martinot-Lagarde · FranciaországOrlando Ortega · Spanyolország                         | 13,1813,30   |
| 400 m gát       | Karsten Warholm · Norvégia | 47,42            | Rai Benjamin · Egyesült Államok                                                          | 47,66         | Abderrahman Samba · Katar                                                                     | 48,03        |
| 3000 m akadály  | Conseslus Kipruto · Kenya | 8:01,35 (WL)     | Lamecha Girma · Etiópia                                                                  | 8:01,36 (NR)  | Soufiane El Bakkali · Marokkó                                                                 | 8:03,76 (SB) |
| 20 km gyaloglás | Jamanisi Tosikazu · Japán | 1:26:34          | Vaszilij Mizinov (ANA)                                                                   | 1:26:49       | Perseus Karlström · Svédország                                                                | 1:27:00      |
| 50 km gyaloglás | Szuzuki Juszuke · Japán | 4:04:20          | João Vieira · Portugália                                                                 | 4:04:59       | Evan Dunfee · Kanada                                                                          | 4:05:02      |
| 4 × 100 m       | Egyesült Államok · Christian Coleman · Justin Gatlin · Mike Rodgers · Noah Lyles · Cravon Gillespie*                               | 37,10 (WL)       | Nagy-Britannia · Adam Gemili · Zharnel Hughes · Richard Kilty · Nethaneel Mitchell-Blake | 37,36 (AR)    | Japán · Tada Suhei · Siraisi Kirara · Kirjú Josihide · Abdul Hakim Sani Brown · Koike Juki*   | 37,43 (AR)   |
| 4 × 400 m       | Egyesült Államok · Fred Kerley · Michael Cherry · Wil London · Rai Benjamin · Tyrell Richard* · Vernon Norwood* · Nathan Strother* | 2:56,69 (WL)     | Jamaica · Akeem Bloomfield · Nathon Allen · Terry Thomas · Demish Gaye · Javon Francis*  | 2:57,90 (SB)  | Belgium · Jonathan Sacoor · Robin Vanderbemden · Dylan Borlée · Kévin Borlée · Julien Watrin* | 2:58,78 (SB) |

#### Ugró- és dobószámok
| Versenyszám   | Arany                               | Arany             | Ezüst                             | Ezüst        | Bronz                                                        | Bronz        |
| ------------- | ----------------------------------- | ----------------- | --------------------------------- | ------------ | ------------------------------------------------------------ | ------------ |
| Magasugrás    | Mutaz Essza Barsim · Katar          | 2,37 m (WL)       | Mihail Akimenko (ANA)             | 2,35 m (PB)  | Ilja Ivanyuk (ANA)                                           | 2,35 m (PB)  |
| Rúdugrás      | Sam Kendricks · Egyesült Államok    | 5,97 m            | Armand Duplantis · Svédország     | 5,97 m       | Piotr Lisek · Lengyelország                                  | 5,87 m       |
| Távolugrás    | Tajay Gayle · Jamaica               | 8,69 m (WL), (NR) | Jeff Henderson · Egyesült Államok | 8,39 m (SB)  | Juan Miguel Echevarría · Kuba                                | 8,34 m       |
| Hármasugrás   | Christian Taylor · Egyesült Államok | 17,92 m (SB)      | Will Claye · Egyesült Államok     | 17,74 m      | Hugues Fabrice Zango · Burkina Faso                          | 17,66 m (AR) |
| Súlylökés     | Joe Kovacs · Egyesült Államok       | 22,91 m (CR)      | Ryan Crouser · Egyesült Államok   | 22,90 m (PB) | Thomas Walsh · Új-Zéland                                     | 22,90 m (AR) |
| Diszkoszvetés | Daniel Ståhl · Svédország           | 67,59 m           | Fedrick Dacres · Jamaica          | 66,94 m      | Lukas Weißhaidinger · Ausztria                               | 66,82 m      |
| Gerelyhajítás | Anderson Peters · Grenada           | 86,89 m           | Magnus Kirt · Észtország          | 86,21 m      | Johannes Vetter · Németország                                | 85,37 m      |
| Kalapácsvetés | Paweł Fajdek · Lengyelország        | 80,50 m           | Quentin Bigot · Franciaország     | 78,19 m (SB) | Halász Bence · Magyarország Wojciech Nowicki · Lengyelország | 78,18 m      |

#### Összetett atlétikai versenyszámok
| Versenyszám | Arany                     | Arany     | Ezüst                    | Ezüst     | Bronz                  | Bronz |
| ----------- | ------------------------- | --------- | ------------------------ | --------- | ---------------------- | ----- |
| Tízpróba    | Niklas Kaul · Németország | 8691 (PB) | Maicel Uibo · Észtország | 8604 (PB) | Damian Warner · Kanada | 8529  |

### Női

#### Futó- és gyaloglószámok
| Versenyszám     | Arany | Arany            | Ezüst | Ezüst         | Bronz | Bronz        |
| --------------- | --- | ---------------- | --- | ------------- | --- | ------------ |
| 100 m           | Shelly-Ann Fraser-Pryce · Jamaica | 10,71 (WL)       | Dina Asher-Smith · Nagy-Britannia | 10,83 (NR)    | Marie-Josée Ta Lou · Elefántcsontpart                                                                        | 10,90        |
| 200 m           | Dina Asher-Smith · Nagy-Britannia | 21,88 (NR)       | Brittany Brown · Egyesült Államok | 22,22 (PB)    | Mujinga Kambundji · Svájc                                                                                    | 22,51        |
| 400 m           | Salwa Eid Naser · Bahrein | 48,14 (AR, WL)   | Shaunae Miller-Uibo · Bahama-szigetek                                                                                                | 48,37 (AR)    | Shericka Jackson · Jamaica                                                                                   | 49,47 (PB)   |
| 800 m           | Halimah Nakaayi · Uganda | 1:58,04 (NR)     | Raevyn Rogers · Egyesült Államok | 1:58,18 (SB)  | Ajeé Wilson · Egyesült Államok                                                                               | 1:58,84      |
| 1500 m          | Sifan Hassan · Hollandia | 3:51,95 (CR, AR) | Faith Kipyegon · Kenya | 3:54,22 (NR)  | Gudaf Tsegay · Etiópia                                                                                       | 3:54,38 (PB) |
| 5000 m          | Hellen Obiri · Kenya | 14:26,72         | Margaret Chelimo Kipkemboi · Kenya                                                                                                   | 14:27,49 (PB) | Konstanze Klosterhalfen · Németország                                                                        | 14:28,43     |
| 10 000 m        | Sifan Hassan · Hollandia | 30:17,62 (WL)    | Letesenbet Gidey · Etiópia | 30:21,23      | Agnes Jebet Tirop · Kenya                                                                                    | 30:25,20     |
| Maraton         | Ruth Chepngetich · Kenya | 2:32:43          | Rose Chelimo · Bahrein | 2:33:46       | Helalia Johannes · Namíbia                                                                                   | 2:34:15      |
| 100 m gát       | Nia Ali · Egyesült Államok | 12,34 (PB)       | Kendra Harrison · Egyesült Államok                                                                                                   | 12,46         | Danielle Williams · Jamaica                                                                                  | 12,47        |
| 400 m gát       | Dalilah Muhammad · Egyesült Államok | 52,16 (WR)       | Sydney McLaughlin · Egyesült Államok                                                                                                 | 52,23         | Rushell Clayton · Jamaica                                                                                    | 53,74 (PB)   |
| 3000 m akadály  | Beatrice Chepkoech · Kenya | 8:57,84 (CR)     | Emma Coburn · Egyesült Államok | 9:02,35 (PB)  | Gesa Felicitas Krause · Németország                                                                          | 9:03,30 (NR) |
| 20 km gyaloglás | Liu Hong · Kína | 1:32,53          | Qieyang Shenjie · Kína | 1:33,10       | Yang Liujing · Kína                                                                                          | 1:33,17      |
| 50 km gyaloglás | Liang Rui · Kína | 4:23:26          | Li Maocuo · Kína | 4:26:40       | Eleonora Giorgi · Olaszország                                                                                | 4:29:13      |
| 4 × 100 m       | Jamaica · Natalliah Whyte · Shelly-Ann Fraser-Pryce · Jonielle Smith · Shericka Jackson · Natasha Morrison*                                                        | 41,44 (WL)       | Nagy-Britannia · Asha Philip · Dina Asher-Smith · Ashleigh Nelson · Daryll Neita · Imani-Lara Lansiquot*                             | 41,85 (SB)    | Egyesült Államok · Dezerea Bryant · Teahna Daniels · Morolake Akinosun · Kiara Parker                        | 42,10 (SB)   |
| 4 × 400 m       | Egyesült Államok · Phyllis Francis · Sydney McLaughlin · Dalilah Muhammad · Wadeline Jonathas · Jessica Beard* · Allyson Felix* · Kendall Ellis* · Courtney Okolo* | 3:18,92 (WL)     | Lengyelország · Iga Baumgart-Witan · Patrycja Wyciszkiewicz · Małgorzata Hołub-Kowalik · Justyna Święty-Ersetic · Anna Kiełbasińska* | 3:21,89 (NR)  | Jamaica · Anastasia Le-Roy · Tiffany James · Stephenie Ann McPherson · Shericka Jackson · Roneisha McGregor* | 3:22,37 (SB) |

#### Ugró- és dobószámok
| Versenyszám   | Arany                           | Arany             | Ezüst                           | Ezüst          | Bronz                                | Bronz       |
| ------------- | ------------------------------- | ----------------- | ------------------------------- | -------------- | ------------------------------------ | ----------- |
| Magasugrás    | Mariya Lasitskene (ANA)         | 2,04 m            | Jaroszlava Mahucsih · Ukrajna   | 2,04 m (WU20R) | Vashti Cunningham · Egyesült Államok | 2,00 m (PB) |
| Rúdugrás      | Anzhelika Sidorova (ANA)        | 4,95 m (WL), (PB) | Sandi Morris · Egyesült Államok | 4,90 m         | Katerina Stefanidi · Görögország     | 4,85 m      |
| Távolugrás    | Malaika Mihambo · Németország   | 7,30 m (WL), (PB) | Maryna Bekh-Romanchuk · Ukrajna | 6,92 m (SB)    | Ese Brume · Nigéria                  | 6,91 m      |
| Hármasugrás   | Yulimar Rojas · Venezuela       | 15,37 m           | Shanieka Ricketts · Jamaica     | 14,92 m        | Caterine Ibarguen · Kolumbia         | 14,73 m     |
| Súlylökés     | Gong Lijiao · Kína              | 19,55 m           | Danniel Thomas-Dodd · Jamaica   | 19,47 m        | Christina Schwanitz · Németország    | 19,17 m     |
| Diszkoszvetés | Yaime Pérez · Kuba              | 69,17 m           | Denia Caballero · Kuba          | 68,44 m        | Sandra Perković · Horvátország       | 66,72 m     |
| Kalapácsvetés | DeAnna Price · Egyesült Államok | 77,54             | Joanna Fiodorow · Lengyelország | 76,35 (PB)     | Vang Cseng · Kína                    | 74,76       |
| Gerelyhajítás | Kelsey-Lee Barber · Ausztrália  | 66,56 m           | Liu Shiying · Kína              | 65,88 m (SB)   | Lü Huihui · Kína                     | 65,49 m     |

#### Összetett atlétikai versenyszámok
| Versenyszám | Arany                                      | Arany           | Ezüst                      | Ezüst | Bronz                     | Bronz |
| ----------- | ------------------------------------------ | --------------- | -------------------------- | ----- | ------------------------- | ----- |
| Hétpróba    | Katarina Johnson-Thompson · Nagy-Britannia | 6981 (WL), (NR) | Nafissatou Thiam · Belgium | 6677  | Verena Preiner · Ausztria | 6560  |

### Vegyes
| Versenyszám | Arany | Arany        | Ezüst                                                                                         | Ezüst        | Bronz                                                                       | Bronz        |
| ----------- | --- | ------------ | --------------------------------------------------------------------------------------------- | ------------ | --------------------------------------------------------------------------- | ------------ |
| 4 × 400 m   | Egyesült Államok · Wil London · Allyson Felix · Courtney Okolo · Michael Cherry · Tyrell Richard* · Jessica Beard* · Jasmine Blocker* · Obi Igbokwe* | 3:09,34 (WR) | Jamaica · Nathon Allen · Roneisha McGregor · Tiffany James · Javon Francis · Janieve Russell* | 3:11,78 (NR) | Bahrein · Musa Isah · Aminat Jamal · Salwa Eid Naser · Abbas Abubakar Abbas | 3:11,82 (AR) |